# Uropeltis
Uropeltis är ett släkte av ormar. Uropeltis ingår i familjen sköldsvansormar.
Arterna är med en längd mindre än 75 cm små ormar. De förekommer i södra Indien och på Sri Lanka. Individerna lever i olika habitat och äter daggmaskar. Honor lägger inga ägg utan föder levande ungar.
Arter enligt Catalogue of Life:
- Uropeltis arcticeps
- Uropeltis beddomii
- Uropeltis broughami
- Uropeltis ceylanicus
- Uropeltis dindigalensis
- Uropeltis ellioti
- Uropeltis liura
- Uropeltis macrolepis
- Uropeltis macrorhynchus
- Uropeltis maculatus
- Uropeltis melanogaster
- Uropeltis myhendrae
- Uropeltis nitidus
- Uropeltis ocellatus
- Uropeltis petersi
- Uropeltis phillipsi
- Uropeltis phipsonii
- Uropeltis pulneyensis
- Uropeltis rubrolineatus
- Uropeltis rubromaculatus
- Uropeltis ruhunae
- Uropeltis smithi
- Uropeltis woodmasoni

The Reptile Database listar ytterligare några arter till släktet.